# Jaime Báez
Jaime Báez Stábile (Montevideo, 25 aprile 1995) è un calciatore uruguaiano, attaccante del Peñarol.

## Biografia
Possiede il passaporto spagnolo. È figlio dell'ex calciatore Enrique Báez.

## Caratteristiche tecniche
Paragonato a Luis Suárez, può giocare come ala sinistra, posizione dalla quale può convergere per andare al tiro rientrando col destro, o come punta centrale. Le sue qualità migliori sono la tecnica individuale e la buona velocità, inoltre è molto abile nel fornire assist per i compagni.

## Carriera

### Juventud e prestito
Cresce nelle giovanili a Las Piedras, militando nella squadra locale. Fa così il suo esordio con la Juventud nella massima serie uruguaiana, a 17 anni, nella stagione 2012-2013, giocando 26 partite e segnando 3 reti. Si conferma nelle due stagioni successive, andando in gol rispettivamente 8 e 5 volte.
Veste per tre stagioni la maglia bianco-blu, giocando però il Torneo di Clausura 2014-2015 in prestito al Defensor Sporting nella città natale di Montevideo. Qui colleziona solo sei presenze e una rete all'attivo.

### Fiorentina
Tornato alla Juventud, dove gioca una gara della Primera División 2015-2016 e i due match del primo turno della Coppa Sudamericana 2015 contro il Real Potosí, il 31 agosto 2015 si trasferisce a titolo definitivo alla Fiorentina, per 2,3 milioni di euro più bonus firmando un contratto quinquennale.
Nella Fiorentina gioca nella formazione giovanile nel Campionato Primavera 2015-2016 dove segna due gol in quattro presenze. Viene convocato per la prima volta nella prima squadra il 9 gennaio 2016 nella partita contro la Lazio senza comunque scendere in campo.

### Livorno
Il 21 gennaio 2016 viene ceduto in prestito fino al 30 giugno 2016 al Livorno.
Scende per la prima volta in campo il 25 gennaio 2016 dal 64º in Livorno-Como finita 1-1.

### Spezia
Il 29 agosto seguente passa, sempre a titolo temporaneo, allo Spezia. Scende in campo in 26 occasioni, ma segna solamente un goal. 

### Pescara
Il 18 agosto 2017, nell'ambito dell'affare che porta Cristiano Biraghi alla Fiorentina, passa in prestito annuale al Pescara.

### Cosenza
Il 9 agosto 2018 si trasferisce in prestito al Cosenza, in Serie B. In 25 presenze segna un gol, nella partita pareggiata (1-1) in trasferta contro il Carpi. Il 2 agosto 2019 viene acquistato a titolo definitivo dal club calabrese.. Nel 2019-2020 totalizza 36 presenze in campionato e mette a segno 6 gol, che contribuiscono alla salvezza dei rossoblù. Nella stagione 2020-2021 firma un gol sul campo dell'Ascoli; lascia il club cosentino nel gennaio 2021 dopo aver collezionato 83 presenze e 8 gol in tutte le competizioni.

### Cremonese
Il 29 gennaio 2021 viene ceduto alla Cremonese per 700mila euro, firmando un quadriennale.
Dopo avere raggiunto la promozione in Serie A con il club lombardo, esordisce in massima serie il 22 agosto 2022 nella sconfitta per 1-0 sul campo della Roma.

### Frosinone
Il 13 gennaio 2023 si trasferisce a titolo definitivo al Frosinone. Debutta il 22 gennaio successivo, siglando una rete nel successo per 1-3 in casa del Brescia.
A fine anno ottiene la promozione in Serie A (la seconda consecutiva per lui) con i ciociari, arrivando a segnare la sua prima rete in massima serie (alla 12esima presenza complessiva) il 23 dicembre 2023 nella sconfitta per 1-2 in casa contro la Juventus.

## Statistiche

### Presenze e reti nei club
Statistiche aggiornate al 14 maggio 2025.
| Stagione         | Squadra           | Campionato       | Campionato | Campionato | Coppe nazionali | Coppe nazionali | Coppe nazionali | Coppe continentali | Coppe continentali | Coppe continentali | Altre coppe | Altre coppe | Altre coppe | Totale | Totale |
| Stagione         | Squadra           | Comp             | Pres       | Reti       | Comp            | Pres            | Reti            | Comp               | Pres               | Reti               | Comp        | Pres        | Reti        | Pres   | Reti   |
| ---------------- | ----------------- | ---------------- | ---------- | ---------- | --------------- | --------------- | --------------- | ------------------ | ------------------ | ------------------ | ----------- | ----------- | ----------- | ------ | ------ |
| 2012-2013        | Juventud          | PD               | 25         | 3          | -               | -               | -               | -                  | -                  | -                  | -           | -           | -           | 25     | 3      |
| 2013-2014        | Juventud          | PD               | 27         | 8          | -               | -               | -               | -                  | -                  | -                  | -           | -           | -           | 27     | 8      |
| 2014-feb. 2015   | Juventud          | PD               | 14         | 5          | -               | -               | -               | -                  | -                  | -                  | -           | -           | -           | 14     | 5      |
| feb.-giu. 2015   | Defensor Sporting | PD               | 6          | 1          | -               | -               | -               | -                  | -                  | -                  | -           | -           | -           | 6      | 1      |
| ago. 2015        | Juventud          | PD               | 1          | 0          | -               | -               | -               | CS                 | 2                  | 0                  | -           | -           | -           | 3      | 0      |
| Totale Juventud  | Totale Juventud   | Totale Juventud  | 67         | 16         |                 | -               | -               |                    | 2                  | 0                  |             | -           | -           | 69     | 16     |
| 2015-gen. 2016   | Fiorentina        | A                | 0          | 0          | CI              | 0               | 0               | UEL                | -                  | -                  | -           | -           | -           | 0      | 0      |
| gen.-giu. 2016   | Livorno           | B                | 13         | 0          | CI              | 0               | 0               | -                  | -                  | -                  | -           | -           | -           | 13     | 0      |
| 2016-2017        | Spezia            | B                | 24         | 1          | CI              | 2               | 0               | -                  | -                  | -                  | -           | -           | -           | 26     | 1      |
| 2017-2018        | Pescara           | B                | 14         | 0          | CI              | 0               | 0               | -                  | -                  | -                  | -           | -           | -           | 14     | 0      |
| 2018-2019        | Cosenza           | B                | 25         | 1          | CI              | 1               | 0               | -                  | -                  | -                  | -           | -           | -           | 26     | 1      |
| 2019-2020        | Cosenza           | B                | 36         | 6          | CI              | 1               | 0               | -                  | -                  | -                  | -           | -           | -           | 37     | 6      |
| 2020-gen. 2021   | Cosenza           | B                | 18         | 1          | CI              | 2               | 0               | -                  | -                  | -                  | -           | -           | -           | 20     | 1      |
| Totale Cosenza   | Totale Cosenza    | Totale Cosenza   | 79         | 8          |                 | 4               | 0               |                    | -                  | -                  |             | -           | -           | 83     | 8      |
| gen.-giu. 2021   | Cremonese         | B                | 18         | 1          | CI              | 0               | 0               | -                  | -                  | -                  | -           | -           | -           | 18     | 1      |
| 2021-2022        | Cremonese         | B                | 34         | 4          | CI              | 1               | 0               | -                  | -                  | -                  | -           | -           | -           | 35     | 4      |
| 2022-gen. 2023   | Cremonese         | A                | 2          | 0          | CI              | 1               | 0               | -                  | -                  | -                  | -           | -           | -           | 3      | 0      |
| Totale Cremonese | Totale Cremonese  | Totale Cremonese | 54         | 5          |                 | 2               | 0               |                    | -                  | -                  |             | -           | -           | 56     | 5      |
| gen.-giu. 2023   | Frosinone         | B                | 17         | 1          | CI              | 0               | 0               | -                  | -                  | -                  | -           | -           | -           | 17     | 1      |
| 2023-2024        | Frosinone         | A                | 11         | 1          | CI              | 1               | 0               | -                  | -                  | -                  | -           | -           | -           | 12     | 1      |
| Totale Frosinone | Totale Frosinone  | Totale Frosinone | 28         | 2          |                 | 1               | 0               |                    | -                  | -                  |             | -           | -           | 29     | 2      |
| ago.-dic. 2024   | Peñarol           | PD               | 11         | 1          | CU              | 0               | 0               | CL                 | 6                  | 3                  | -           | -           | -           | 17     | 4      |
| 2025             | Peñarol           | PD               | 11         | 2          | CU              | 0               | 0               | CL                 | 5                  | 0                  | SU          | 1           | 0           | 17     | 2      |
| Totale Peñarol   | Totale Peñarol    | Totale Peñarol   | 22         | 3          |                 | 0               | 0               |                    | 11                 | 3                  |             | 1           | 0           | 34     | 6      |
| Totale carriera  | Totale carriera   | Totale carriera  | 307        | 36         |                 | 9               | 0               |                    | 13                 | 3                  |             | 1           | 0           | 330    | 39     |

## Palmarès

### Club

#### Competizioni nazionali
- Campionato italiano di Serie B: 1

Frosinone: 2022-2023
- Campionato uruguaiano: 1

Peñarol: 2024